# Caloptilia albospersa
Caloptilia albospersa là một loài bướm đêm thuộc họ Gracillariidae. Nó được tìm thấy ở Queensland.